# Might and Magic III: Isles of Terra
Might and Magic III: Isles of Terra è il terzo titolo nella serie di videogiochi di ruolo Might and Magic. Pubblicato nel 1991, è il predecessore di Might and Magic IV: Clouds of Xeen ed il sequel di Might and Magic II: Gates to Another World.